# 1020 Arcadia
1020 Arcadia è un asteroide della fascia principale. Scoperto nel 1924, presenta un'orbita caratterizzata da un semiasse maggiore pari a 2,7908385 UA e da un'eccentricità di 0,0396104, inclinata di 4,04992° rispetto all'eclittica.
Fa parte della famiglia di asteroidi Agnia.
Il suo nome fa riferimento all'Arcadia, una regione del Peloponneso, in Grecia. Viene spesso menzionata nella letteratura come archetipo di luogo idilliaco.